# Miller (Missouri)
Miller – miasto w Stanach Zjednoczonych, w stanie Missouri, w hrabstwie Lawrence.